# NGC 32
NGC 32 је двојна звезда у сазвежђу Пегаз која се налази на NGC листи објеката дубоког неба.
Деклинација објекта је + 18° 47' 33" а ректасцензија 0h 10m 53,2s. Привидна величина (магнитуда) објекта NGC 32 износи 14,3.